# 聖希萊爾 (明尼蘇達州)
聖希萊爾（英語：St. Hilaire）是一個位於美國明尼蘇達州彭寧頓縣的城市。

## 人口
根據2020年美國人口普查的數據，聖希萊爾的面積為2.18平方千米，當中陸地面積為2.03平方千米，而水域面積為0.15平方千米。當地共有人口273人，而人口密度為每平方千米125人。